# 蔡福安
蔡紅（1890年—1952年），字福安，苗栗縣竹南鎮大厝里獅山人，祖籍福建省泉州府晉江縣，台灣日治時期與戰後時期農夫，企業家蔡萬春、蔡萬霖與蔡萬才的父親，是臺灣兩大金融世家國泰蔡家與富邦蔡家的始祖。

## 簡史
蔡福安家族發源於鹽館前狮山村落，該地原名西子坪，后称西山，復改稱狮山，地处臨海平原、土壤贫瘠，在地村民多半自给自足。蔡福安家族世代務農，其5岁时年幼失怙，由舅父扶養成人，家族連續三代單傳，至福安方得五子，經濟問題也隨之增重，並親自接生每一位甫出世的子女。由於家境貧困，始終無法給與子女完善的教育，妻子甘盡與長子蔡萬生早逝，蔡氏家族發跡全賴次子蔡萬春。蔡福安諸子幼年需協助父親耕田，偶时隨父斜槓替人打工。次子蔡萬春小学毕业后即结束学业未再深造，備妥一块干粮和一枚银元即攜時年8歲的三弟萬霖北上投靠姨父陳芋谋生，1934年兩兄弟於事業稍有所成後方將父親接至臺北市崁頂居住，仍從事農耕成為佃農，亦販賣醬油和雜貨業。蔡福安父以子貴，為人誠正勤樸，得以聞名於鄉里。
1952年，蔡福安因中風辭世，安葬於北投區中央北路巷弄內山上的家族墓園。1974年11月，次子蔡萬春將汀州路故居改建為「私立福安育幼院」，以慈善事業紀念先父。2004年，富邦蔡家在臺北市仁愛路四段興建辦公大樓，於建築內成立「福安紀念館」，並於1樓大廳建立蔡福安的銅像，基座銘刻著蔡氏的生平。整棟大樓為綠建築，於2008年榮獲「全球卓越建設獎」。

## 家族
蔡福安的妻子甘盡是竹南在地道卡斯族中港社的原住民，兩人育有蔡萬生、蔡萬春、蔡萬霖、蔡萬才、蔡萬德五子以及蔡玉串、蔡玉蘭和蔡玉梅三女。甘盡早逝，蔡福安復娶林治為填房，子女視其如生母，奉事至孝。